# Mistrovství světa v plavání na otevřené vodě 2004
VIII. mistrovství světa v plavání na otevřené vodě za rok 2004 proběhlo na Dubaji, SAE ve dnech 26. listopadu až 2. prosince 2004.

## Česká stopa
Česko reprezentovali 4 závodníci.
V závodě na 5 km žen startovalo 21 závodnic – Jana Pechanová (*1981) z KPSP Kometa Brno obsadila 9. místo. V plaveckém maratonu na 10 km žen startovalo 24 závodnic — Jana Pechanová (*1981) z KPSP Kometa Brno obsadila 2. místo a získala stříbrnou medaili a Yvetta Hlaváčová (*1975) z VSK Univerzita Brno 18. místo. V závodě na 25 km žen startovalo 18 závodnic – Yvetta Hlaváčová (*1975) z VSK Univerzita Brno obsadila 7. místo.
V závodě na 5 km mužů startovalo 30 závodníků – Rostislav Vítek (*1976) z KPSP Kometa Brno obsadil 15. místo. V plaveckém maratonu na 10 km mužů startovalo 26 závodníků – Jakub Fichtl (*1984) z SK Radbuza Plzeň obsadil 13. místo. V závodě na 25 km mužů startovalo 20 závodníků – Jakub Fichtl (*1984) z SK Radbuza Plzeň obsadil 6. místo a Rostislav Vítek (*1976) z KPSP Kometa Brno 12. místo.
V závodě tříčlenných družstev obsadila česká trojice (Hlaváčová, Vítek, Fichtl) po doplavání 25 km závodu 3. místo a získala bronzové medaile. Klasifikováno bylo 7 družstev.

## Výsledky

### Individuální disciplíny
| Muži                      | Zlato                  | Zlato     | Stříbro                 | Stříbro   | Bronz                      | Bronz     |
| ------------------------- | ---------------------- | --------- | ----------------------- | --------- | -------------------------- | --------- |
| 5 km                      | Grant Cleland (AUS)    | 56:52,9   | Christian Hein (GER)    | 56:54,1   | Joshua Santacaterina (AUS) | 56:55,5   |
| plavecký maraton na 10 km | Thomas Lurz (GER)      | 1:54:38,0 | Alan Bircher (GBR)      | 1:54:44,8 | Daniil Serebrennikov (RUS) | 1:55:02,8 |
| 25 km                     | Brendan Capell (AUS)   | 5:05:39,6 | Jurij Kudinov (RUS)     | 5:07:05,2 | Jevgenij Koškarov (RUS)    | 5:07:59,7 |
| Ženy                      | Zlato                  | Zlato     | Stříbro                 | Stříbro   | Bronz                      | Bronz     |
| 5 km                      | Larisa Ilčenková (RUS) | 1:03:11,9 | Xenija Popovová (RUS)   | 1:03:43,8 | Sara McLartyová (USA)      | 1:03:52,9 |
| plavecký maraton na 10 km | Britta Kamrauová (GER) | 2:07:51,7 | Jana Pechanová (CZE)    | 2:07:52,8 | Lauren Arndtová (AUS)      | 2:07:53,5 |
| 25 km                     | Britta Kamrauová (GER) | 5:43:09,6 | Edith van Dijková (NED) | 5:43:09,7 | Natalija Pankinová (RUS)   | 5:43:14,4 |

### Družstva
| Mix                    | Zlato                                                              | Zlato      | Stříbro                                                                          | Stříbro    | Bronz                                                                  | Bronz      |
| ---------------------- | ------------------------------------------------------------------ | ---------- | -------------------------------------------------------------------------------- | ---------- | ---------------------------------------------------------------------- | ---------- |
| 5 km smíšené družstvo  | Německo (GER) (Britta Kamrauová, Christian Hein, Thomas Lurz)      | 2:57:49,6  | Austrálie (AUS) (Lauren Arndtová, Grant Cleland, Joshua Santacaterina)           | 2:58:18,6  | Rusko (RUS) (Larisa Ilčenková, Jevgenij Dratcev, Maxim Lučnikov)       | 2:58:56,2  |
| 10 km smíšené družstvo | Německo (GER) (Britta Kamrauová, Thomas Lurz, Christian Hein)      | 5:57:34,4  | Rusko (RUS) (Jekatěrina Seliverstovová, Daniil Serebrennikov, Jevgenij Koškarov) | 5:57:59,9  | Austrálie (AUS) (Lauren Arndtová, Grant Cleland, Joshua Santacaterina) | 5:58:25,1  |
| 25 km smíšené družstvo | Rusko (RUS) (Natalija Pankinová, Jurij Kudinov, Jevgenij Koškarov) | 15:58:19,3 | Francie (FRA) (Floriane Richardová, Stéphane Gomez, Bertrand Venturi)            | 16:08:32,2 | Česko (CZE) (Yvetta Hlaváčová, Rostislav Vítek, Jakub Fichtl)          | 16:13:26,5 |

## Medailová bilance
V plavání na otevřené vodě se rozdělily celkem 9 sad medailí.
| Pořadí | Stát                     |       | Muži    | Muži  | Muži  |         | Ženy  | Ženy  | Ženy    |       | Mix   | Mix     | Mix   |  | Muži + Ženy + Mix | Muži + Ženy + Mix | Muži + Ženy + Mix | Celkem |
| Pořadí | Stát                     | Zlato | Stříbro | Bronz | Zlato | Stříbro | Bronz | Zlato | Stříbro | Bronz | Zlato | Stříbro | Bronz |  |                   |                   |                   | Celkem |
| ------ | ------------------------ | ----- | ------- | ----- | ----- | ------- | ----- | ----- | ------- | ----- | ----- | ------- | ----- |  | ----------------- | ----------------- | ----------------- | ------ |
| 1.     | Německo (GER)            |       | 1       | 1     | 0     |         | 2     | 0     | 0       |       | 2     | 0       | 0     |  | 5                 | 1                 | 0                 | 6      |
| 2.     | Rusko (RUS)              |       | 0       | 1     | 2     |         | 1     | 1     | 1       |       | 1     | 1       | 1     |  | 2                 | 3                 | 4                 | 9      |
| 3.     | Austrálie (AUS)          |       | 2       | 0     | 1     |         | 0     | 0     | 1       |       | 0     | 1       | 1     |  | 2                 | 1                 | 3                 | 6      |
| 4.     | Česko (CZE)              |       | 0       | 0     | 0     |         | 0     | 1     | 0       |       | 0     | 0       | 1     |  | 0                 | 1                 | 1                 | 2      |
| 5.     | Spojené království (GBR) |       | 0       | 1     | 0     |         | 0     | 0     | 0       |       | 0     | 0       | 0     |  | 0                 | 1                 | 0                 | 1      |
| 5.     | Nizozemsko (NED)         |       | 0       | 0     | 0     |         | 0     | 1     | 0       |       | 0     | 0       | 0     |  | 0                 | 1                 | 0                 | 1      |
| 5.     | Francie (FRA)            |       | 0       | 0     | 0     |         | 0     | 0     | 0       |       | 0     | 1       | 0     |  | 0                 | 1                 | 0                 | 1      |
| 8.     | USA (USA)                |       | 0       | 0     | 0     |         | 0     | 0     | 1       |       | 0     | 0       | 0     |  | 0                 | 0                 | 1                 | 1      |
| Celkem | Celkem                   |       | 3       | 3     | 3     |         | 3     | 3     | 3       |       | 3     | 3       | 3     |  | 9                 | 9                 | 9                 | 27     |